# Missili (singolo)
Missili è un singolo del rapper italiano Frah Quintale e del cantautore italiano Giorgio Poi, pubblicato il 2 maggio 2018 come estratto dalla prima raccolta Lungolinea..

## Video musicale
Il videoclip del brano, diretto da Daniel Bedusa e Danilo Bubani, è stato pubblicato il 4 giugno 2018 sul canale Vevo-YouTube della PLTNMSquad, e vede come protagonista l'attore Carlo De Ruggieri.

## Classifiche
| Classifica (2020) | Posizione massima |
| ----------------- | ----------------- |
| Italia            | 28                |